# Макаров, Сергей Георгиевич
Сергей Георгиевич Макаров (25 февраля 1941, Горький — 25 октября 2017, Санкт-Петербург) — советский и российский поэт, переводчик, общественный деятель.

## Биография
Родился в семье военнослужащего. После Великой Отечественной войны семья переехала в Ленинград, где будущий поэт закончил обучение в средней школе, работал на стройке, затем механиком по техническому и аварийному обслуживанию лифтов. Стихи стал писать еще в школе, их охотно публиковала детская и молодежная пресса. Был в числе победителей детских конкурсов на лучшее стихотворение.
В 1977 году поступил и в 1979 году окончил Высшие литературные курсы в Москве при Союзе писателей СССР. Член Союза писателей СССР с 30 марта 1976 года. Работал в отделе поэзии журнала «Звезда», главным редактором журнала «Единая семья», «Советский шахтер», главным редактором Санкт-Петербургского отделения издательства «Культура». Преподавал в Санкт-Петербургском городском дворце творчества юных, обучал поэтическому мастерству начинающих литераторов, пришедших в клуб «Дерзание».
Действительный член Петровской академии наук и искусств (ПАНИ), автор более 30 книг стихотворений и поэм.
В 1998—1999 годах в издательстве «Околица» вышел трехтомник избранных произведений поэта.
В начале двадцать первого века был инициатором многочисленных литературно-просветительских проектов. Стоял у истоков создания Российского Межрегионального Союза писателей Северо-Запада (председатель Е. П. Раевский), Союза писателей «Многонациональный Санкт-Петербург» (председатель Альмира Биккулова, в настоящее время Виктор Кокосов), возрождения журнала «Невский альманах» (главный редактор Владимир Скворцов) и других.
Покинув город на Неве, жил и работал в Великом Новгороде, в 2005—2006 годах возглавлял Новгородскую писательскую организацию Союза писателей России. Принимал участие в коллективных выступлениях в поддержку журнала «Невский альманах».
Скончался 25 октября 2017 года.
Упокоен на территории Покрово-Тервенического монастыря.

## Публикации в периодике
Первая публикация состоялась в 1960 году в альманахе «Молодой Ленинград». С 1960-х годов печатался в журналах: «Огонек», «Смена», «Наш современник», «Молодая гвардия», «Москва», «Нева», «Звезда», «Аврора», «Север», «Урал», «Уральский следопыт», «Звезда Востока», в газете «Литературная Россия», в ежегодниках «День поэзии» Москвы и Ленинграда.
Переводил стихи с белорусского, татарского, мордовского, с тюркских и финно-угорских языков. Долгие годы сотрудничал с известным поэтом Павлом Любаевым.

## Награды
- Медаль «100 лет со дня рождения С. А. Есенина» (1995)
- Орден «Звезда Пушкина» Российского Межрегионального Союза писателей
- Удостоен звания лауреата литературной премии им. Велимира Хлебникова

## Оценки современников
«Сергей Макаров — известный поэт, внесший заметный вклад в развитие русской поэтической традиции. Он редкий знаток и мастер русского языка, работающий в области корнесловия, у него абсолютный слух на русское слово. Экспансивный, непредсказуемый, бурлескный, вечно кого-нибудь чем-нибудь одаривающий, он уже свершился как поэт, состоялся как личность и притом не знаю, чем еще он всех нас одарит и чем удивит. Уверен, это — возможно!»
Виктор Кречетов. Писатель, публицист, руководитель юношеского литературного клуба «Дерзание» с 1994 по 2004 год.

«Сергей Георгиевич — поэт самобытный, тонкий, любящий необъятность русской земли. Когда-то в 80-е годы Нина Николаевна Альтовская пригласила его к нам в литературное объединение. Нас потрясла его яркая, сочная поэзия, приправленная фольклорной подачей образов. Молодой красавец в вышитой косоворотке красиво, нараспев читал стихи о России, о родной земле, на которой живут простые, трудолюбивые люди…»
Людмила Баранова. Поэтесса, член Союза писателей России

«Поэзия Сергея Макарова — заметное явление в русской литературе конца двадцатого века. Она, безусловно, станет достоянием культурного наследия нашего народа. Такой поэзии уготована долгая жизнь, ибо она о народе, о его чаяниях и радениях…»
Георгий Чепик. Прозаик, публицист